# Autostrada A21
La Autostrada A21 es una autopista italiana que conecta Turín con Brescia, pasando por Piacenza y por la llanura padana. 
El tramo Turín - Piacenza nace de una iniciativa de la Provincia de Turín que, en julio de 1960 funda la SATAP, empresa adjudicataria de la construcción y mantenimiento de la autopista. En febrero de 1963 consigue la concesión y, al año siguiente, se iniciarían los trabajos de construcción, que duraron más de 5 años. La autopista entró progresivamente en operación entre diciembre de 1968 y diciembre de 1969, mediante la apertura gradual de varios tramos. El coste final fue de 130.000 millones de liras. El enlace con la A1 fue completado en 1972, aquel con la Piacenza-Brescia en 1973, y aquel con la A7 Milán-Génova en 1987. 
Por su parte, en 1970 se constituye la Centropadane, empresa encargada de la construcción y gestión del tramo Brescia - Piacenza y del ramal A21-A1.
La Autostrada A21 también se llama "Autostrada dei Vini" (Autopista de los vinos) porque pasa por varias zonas famosas por su producción vitivinícola (astigiano, Oltrepò pavese, piacentino).

## Accesos e intersecciones

Trazado de la A21.

| Acceso/intersección     | km  | Provincia |
| ----------------------- | --- | --------- |
| Tangenziale Sud Torino  | 0,0 | TO        |
| Enlace A6               | 3   | TO        |
| Barriera Trofarello     | 6   | TO        |
| Santena                 | 7   | TO        |
| Villanova               | 11  | AT        |
| Barriera Villanova      | 11  | AT        |
| Asti Ovest              | 32  | AT        |
| Asti Est                | 39  | AT        |
| Felizzano - Quattordio  | 51  | AT        |
| Enlace A26              | 63  | AL        |
| Alessandria Ovest       | 65  | AL        |
| Alessandria Est         | 78  | AL        |
| Enlace A7               | 87  | PV        |
| Voghera                 | 101 | PV        |
| Casteggio - Casatisma   | 115 | PC        |
| Broni - Stradella       | 127 | PV        |
| Castel San Giovanni     | 141 | PC        |
| Barriera Piacenza Ovest | 143 | PC        |
| Piacenza Ovest          | 158 | PC        |
| Piacenza Est            | 165 | PC        |
| Enlace A1               | 165 | PC        |
| Caorso                  | 176 | PC        |
| Enlace A1               | 181 | PC        |
| Barriera La Villa       | 183 | PC        |
| Castelvetro             | 186 | CR        |
| Cremona                 | 195 | CR        |
| Pontevico - Robecco     | 210 | BS        |
| Manerbio                | 221 | BS        |
| Brescia Centro          | 238 | BS        |
| Enlace A4               | 238 | BS        |